# Ханов, Рафил Лутфуллинович
Рафил Лутфуллинович Ханов (род. 1946) — советский спортсмен и тренер по тяжёлой атлетике; Мастер спорта СССР международного класса (1972), Заслуженный работник физической культуры Республики Башкортостан (1993).

## Биография
Родился 16 мая 1946 года в деревне Земеево Чекмагушевского района Башкирской АССР.
Воспитанник спортивного общества «Локомотив» (тренер Б. М. Мосиевич) и «Труд» (тренер Г. Л. Аферин).
Член тяжелоатлетической сборной команды СССР в 1970—1972 годах. Становился чемпионом РСФСР (1969), серебряным призёром Кубка СССР (1971) и чемпионата РСФСР (1970), а также бронзовым призёром чемпионатов СССР (1972) и РСФСР (1971—1972).
С 1980 года Рафил Ханов занимался тренерской деятельностью. Работал тренером-преподавателем ДЮСШ спортклуба «Уфимец» строительного треста № 3 территориального объединения «Башстрой», с 2005 года — Спортивной школы олимпийского резерва «Уфимец» (город Уфа, Республика Башкортостан). Тренер высшей квалификационной категории.

### Семья
Семья Хановых стала уникальной в спортивной биографии Уфы. В этой семейной команде тяжелоатлетов — два мастера спорта международного класса, мастер спорта и кандидат в мастера. Сын Рафиля Лутфуллиновича — Рафаэль, тоже стал спортсменом-тяжелоатлетом. Его внучка Эльвина стала серебряным призёром первенства России по тяжелой атлетике среди спортсменок 1992 года и младше. В этих же состязаниях приняла участие и младшая сестра Эльвины — Гузэль, подтвердившая норматив кандидата в мастера.